# New Hope (Wisconsin)
New Hope – miasto w Stanach Zjednoczonych, w stanie Wisconsin, w hrabstwie Portage.